# Monts (Indre-et-Loire)
Monts ist eine französische Gemeinde mit 8031 Einwohnern (Stand: 1. Januar 2022) im Département Indre-et-Loire in der Region Centre-Val de Loire; sie gehört zum Arrondissement Tours und zum Kanton Monts. Die Einwohner werden Montois genannt.

## Geographie
Monts liegt am Fluss Indre, etwa 15 Kilometer südsüdwestlich von Tours und wird umgeben von Joué-lès-Tours im Norden, Montbazon im Nordosten, Sorigny im Osten und Süden, Thilouze im Südwesten und Artannes-sur-Indre im Westen.

## Geschichte
Monts wurde unter dem Namen Mons Villa 915 zum ersten Mal erwähnt. In den nachfolgenden Jahrhunderten waren auch noch andere Namenszusätze zu Monts gebräuchlich, in dessen Umfeld ab dem Jahr 1000 mehrere Festungen entstanden. Allmählich wurden die Hochebenen gerodet und am Indre entstanden 12 Mühlen, von denen noch 7 erhalten sind.
Nach dem Hundertjährigen Krieg erlebte der Ort eine neue Blüte, und es entstanden viele Gebäude, die bis heute das Stadtbild prägen. Am 27. April 1786 erwarb Antoine Laurent de Lavoisier die alte Mühle in Le Ripault, aus der eine Pulverfabrik wurde, die einhundertfünfzig Jahre lang die französischen Armeen mit Pulver versorgten. Die Existenz der Pulverfabrik wurde von mehreren Explosionen begleitet (1825, 1901, 1943), die immer auch zu Todesfällen führten. Bei der Explosion im Jahre 1943 starben etwa 100 Menschen.
Für die Bahnlinie von Paris nach Bordeaux wurde 1848 das 751 Meter lange Indre-Viadukt gebaut.
Für die Stadthistoriker ist erwähnenswert, dass im Jahr 1937 der als König von England abgedankte Eduard VIII. auf Château de Candé Wallis Simpson heiratete.

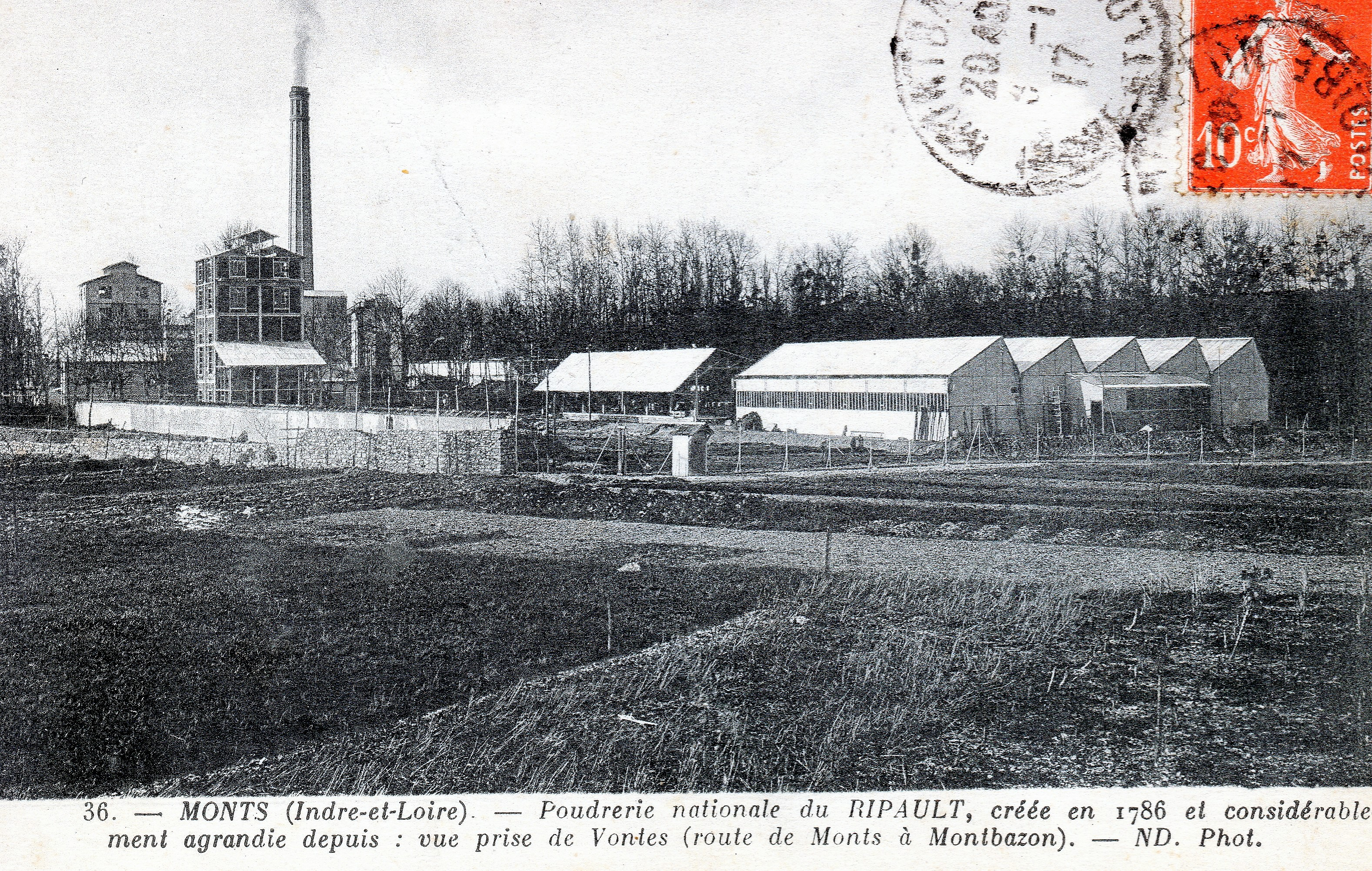
Die Pulverfabrik Le Ripault, 1916
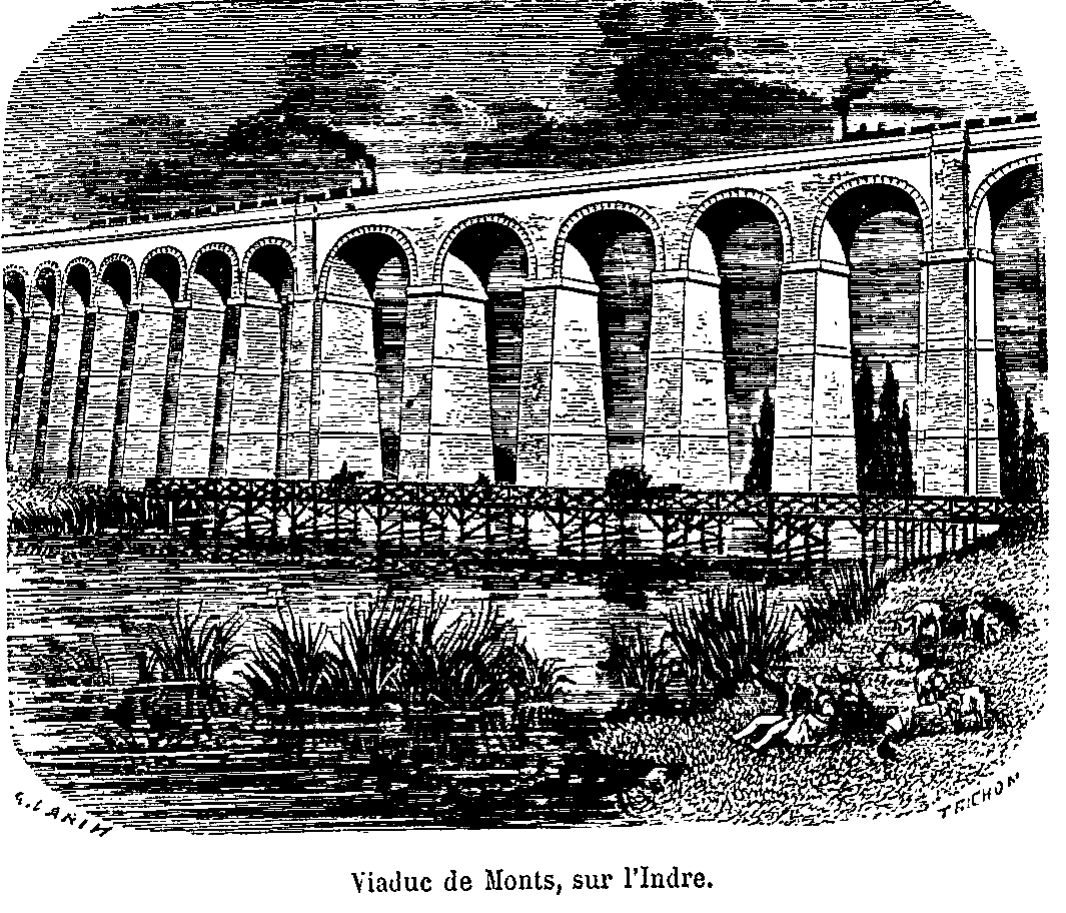
Das Eisenbahnviadukt in Monts und die Straßenbrücke um 1880.
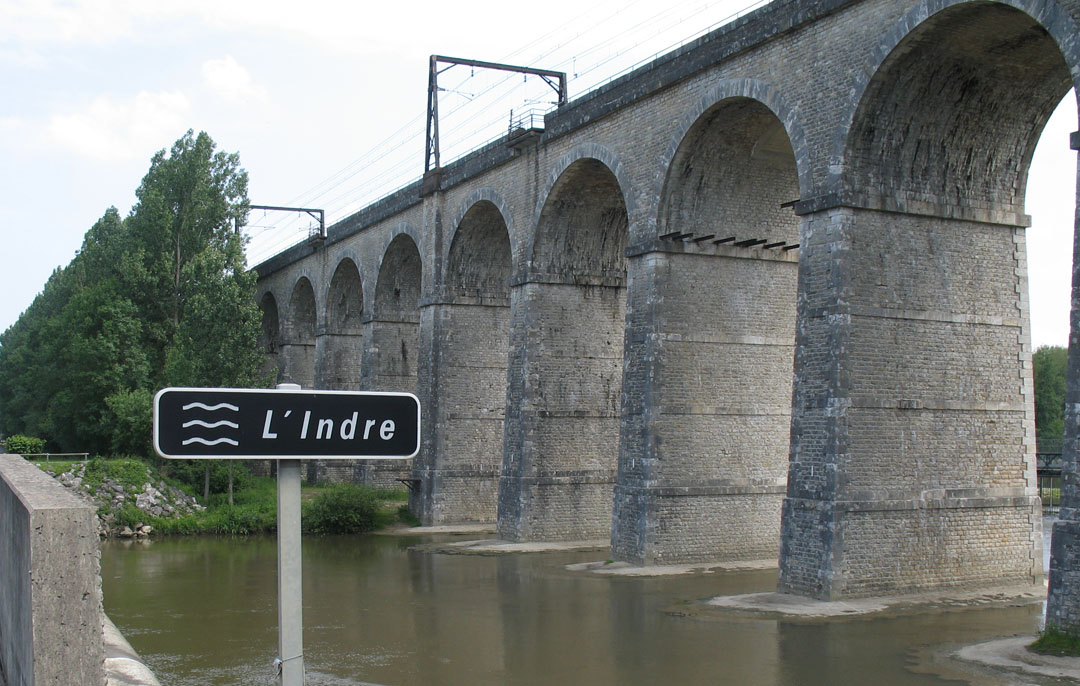
Das Viadukt, 2007
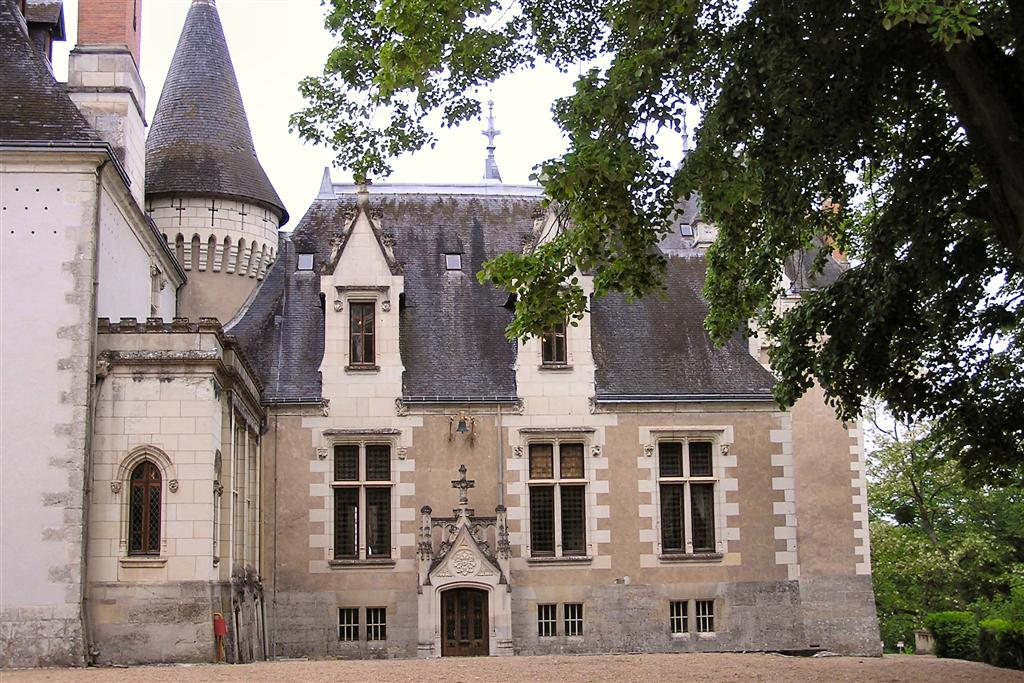
Château de Candé, der Hochzeitsort von Edward VIII. und Wallis Simpson
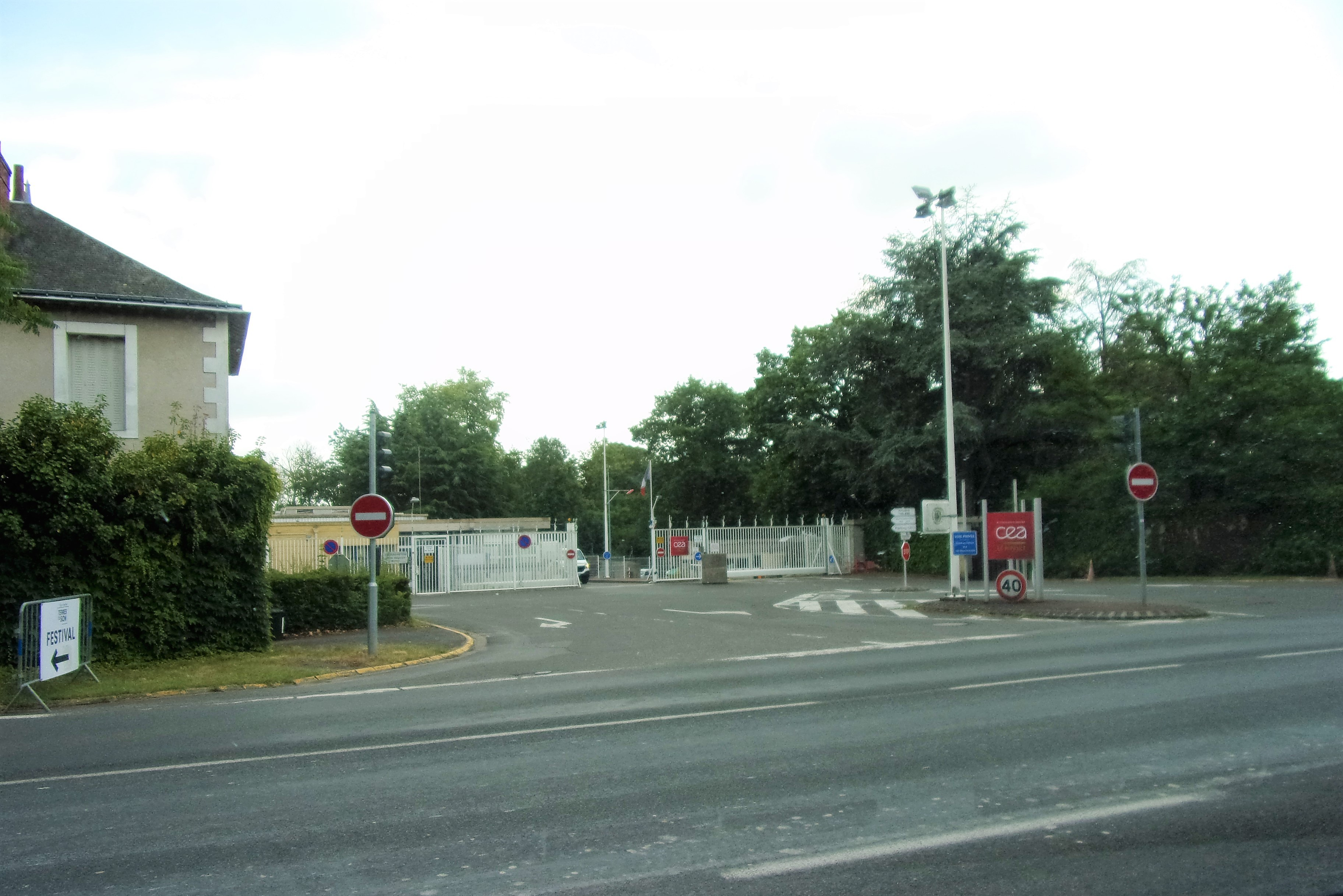
Eingang zum CEA du Ripault in Monts

1962 siedelte sich auf dem Gelände von Le Ribault das Commissariat à l’énergie atomique et aux énergies alternatives (CEA) an. Durch diesen Akt der Konversion wurde aus der ehemaligen Pulverfabrik ein Atomforschungszentrum, und dessen Name nahm schon das vorweg, was das Europäische Parlament im Jahr 2022 mit der Zustimmung zur Taxonomie für nachhaltige Investitionen nachvollzog: die Einstufung der Atomkraft als nachhaltige (alternative) Energie.

### Sammel- und Internierungslager Camp de La Lande
Um zusätzliches Personal für die Pulverfabrik Le Ripault unterzubringen, kaufte Ende 1939 die französische Militärverwaltung ein etwa 2,5 Kilometer von Monts entferntes Grundstück. Auf dem etwa  7 Hektar großen Gelände entstanden ein Küchengebäude, zwei Reservegebäude und 23 Wohngebäude. Die Mitte des Lagers bildete ein Wasserturm.
Angesichts des Vorrückens der deutschen Wehrmacht wurden die Gebäude nicht mehr für ihren ursprünglichen Zweck genutzt und standen leer. Sie wurden dann von den Deutschen zur Einrichtung eines Centre de Rassemblement des Etrangers (C.R.E., Sammelstelle für Ausländer) benutzt, das, wie auch die Folgeeinrichtungen, unter französischer Verwaltung stand und mit französischem Personal arbeitete. Ende 1940/Anfang 1941 wurden dort  Ausländer und Franzosen eingesperrt, die während der von den Deutschen durchgeführten Razzien verhaftet worden waren. Nach der ADIRP kam eine erste Gruppe von Internierten aus dem am 2. September 1940 in Langeais eröffneten Centre de Langeais nach La Lande. Die Gruppe bestand aus 61 Polen, Deutschen, Belgiern und Engländern, wobei es sich bei den Engländern um zwei jüdische Personen gehandelt haben soll, darunter eine 71 Jahre alte Frau, die bis zur Befreiung des Lagers interniert geblieben sei.
Anfang Dezember 1940 brachten dann zwei Konvois 600 bis 700 Menschen nach Monts. Überwiegend handelte es sich bei ihnen um Juden polnischer Herkunft, die zuvor im Nordosten Frankreichs – in und um Nancy, Metz oder Straßburg herum – gelebt hatten und im Frühjahr 1940 vor den heranrückenden Deutschen in die Gironde geflüchtet waren. Nach der U.L.A.C. lebten im März 1941 maximal 541 Personen im Lager.
Bis weit nach 1941 hinein fungierte La Lande als einfaches Aufnahmelager, das noch nicht von Stacheldraht umgeben war. Die Internierten mussten sich zwar täglich melden, konnten das Lager aber verlassen und sich innerhalb von Monts frei bewegen. Einigen sei es auch erlaubt gewesen, außerhalb des Lagers leben. Das Zusammenleben innerhalb des Lagers war aber nicht konfliktfrei und von unterschiedlichen Interessen geprägt, wie ein Brief polnischer Lagerinsassen vom 16. August 1941 an die deutschen Behörden zeigt, in dem sie um ihre Freilassung baten:

„Wir sind keine politischen Häftlinge und haben nichts mit Juden zu tun gehabt. Warum sind wir in einem Internierungslager eingesperrt? Wir sind nur arme Flüchtlinge, die noch nicht in die verbotene Zone zurückkehren konnten.“

Nach Denis Peschanski weist das auf eine zweifache Anomalie des Sammellagers La Lande hin: „Einerseits sollten aus der Region Bordeaux vertriebene Personen aufgenommen und nicht interniert werden, andererseits konnten zwar ausländische Juden auf Antrag des Präfekten interniert werden, nicht aber polnische Katholiken, es sei denn, man ging davon aus, dass sie eine Gefahr für die öffentliche Sicherheit darstellten.“:S. 154 Zugleich verwies eine französische Behörde darauf, dass die Insassen von La Lande im Vergleich zu den Internierten in Argelès oder im Camp de Gurs privilegiert seien, aber dennoch Internierte, denn auch sie genössen als Ausländer in Frankreich keinerlei der Rechte, was sich insbesondere am Entzug ihrer Personalausweise durch Präfektur zeige.:S. 154–155 Die Klärung dieser Fragen erledigte sich durch eine Statusänderung des Lagers von selber.
Am 2. oder 3. Oktober 1941 wurde auf Betreiben des Präfekten und den Besatzungsbehörden aus dem bisher eher locker geführten Sammellager ein Internierungslager. Die Überwachung des Lagers wurde verstärkt,
Internierte wurden im Lager unter Hausarrest gestellt, und ab November 1941 war das Lager von Stacheldraht umgeben, mit dem zuvor das aufgelöste Lager La Morellerie in Avrillé-les-Ponceaux eingezäunt gewesen sei.
Am 5. Januar 1942 änderte sich der Status des Lagers erneut. Es war von nun an bis Ende September 1942 ausschließlich ein Lager für jüdische Internierte. Das Wachpersonal wurde weiter verstärkt, und die Internierten durften nicht mehr mit der Außenwelt kommunizieren; Pakete an sie wurden beschlagnahmt. Von Juni 1942 an mussten sie den Judenstern tragen.

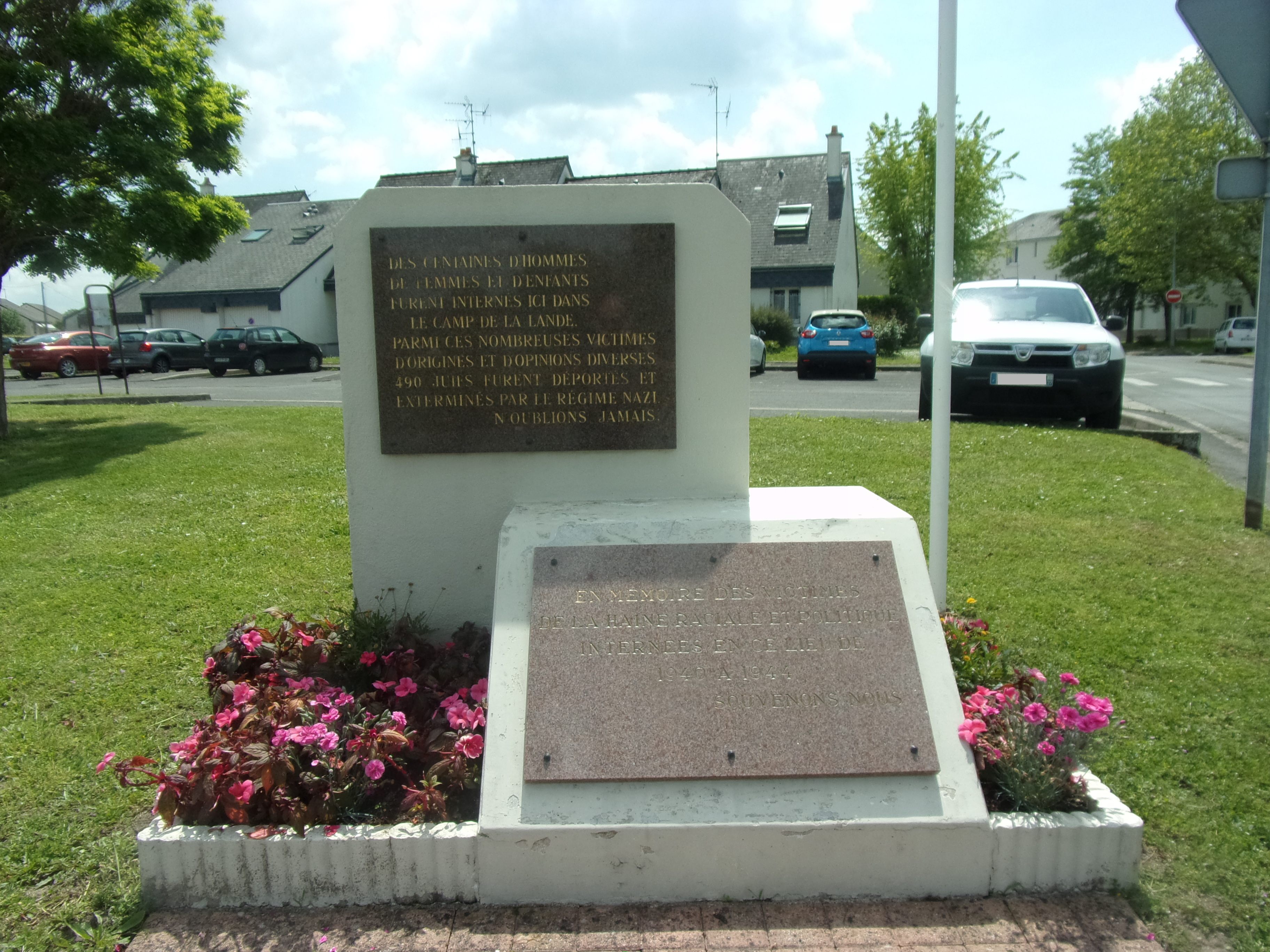
Denkmal zur Erinnerung an das Internierungslager Camp de La Lande

Das Lagerleben ist bestimmt durch ständige Deportationen über das Sammellager Drancy nach Auschwitz und fortdauernden Neuzugängen in der Folge von Razzien. Am 15. und 16. Juli 1942 wurden nach Razzien in Tours etwa 200 Menschen nach La Lande gebracht und parallel dazu listet die ADIRP folgende Deportationen auf:
- Im Juli 1942: 133 arbeitsfähige Juden (Männer und Frauen) über Angers nach Auschwitz;
- 4. September 1942: 422 erwachsene Juden über Drancy deportiert;
- 21. September: 101 Frauen und Kinder nach Drancy und zwei Tage später nach Auschwitz.
- Am 1. Oktober 1942 wurde das Lager von seinen letzten Bewohnern geleert.[3]

Auf der Webseite der Stadt Monts heißt es dazu:

„Ende September 1942 wurde die gesamte jüdische Bevölkerung des Lagers in die Lager Auschwitz-Birkenau deportiert. Es ist erwiesen, dass mindestens 603 Juden aller Altersgruppen deportiert wurden. Nur 14 Überlebende wurden von der Gemeinde Monts erfasst.“

Die Geschichte des Lagers war damit noch nicht zu Ende. Von Oktober 1942 bis Januar 1944 wurden La Lande zu einem reinen Frauenlager, in dem französische und ausländische Frauen interniert wurden. Nach der U.L.A.C. war La Lande das einzige reine Frauenlager im besetzten Frankreich. 227 Frauen, Gewerkschafterinnen, Ehefrauen von kommunistischen Widerstandskämpfern und  eine Widerstandskämpferin selber seien am 2. Oktober hier eingeliefert worden. Am 4. Oktober folgten 140 weitere Häftlinge aus Châteaubriant und Gaillon (Eure), die alle als politische Gefangene galten. Von ihnen ging am 23. August 1943 einer Revolte aus, als deren Folge 25 Anführerinnen nach Mérignac in das Camp Beaudésert verlegt wurden. Ihr Abtransport aus Monts sei vom Gesang der Marseillaise durch Mithäftlinge begleitet gewesen.
Am 14. September 1943 wurden die Ausländerinnen im Lager, die Kinder und die Prostituierten in das Camp de Jargeau verlegt, am 18. Dezember folgten weitere Verlegungen nach Rouillé, und am 20. Dezember wurden vier jüdische Frauen ins Sammellager Drancy gebracht.
Am 18. Oktober 1943 hatte sich in der Pulverfabrik Le Ripault eine schwere Explosion ereignet. Wohl auch deshalb, weil für die Opfer dieser Explosion Unterkünfte benötigt wurden, erfolgte im Januar 1944 die Schließung von La Lande als Internierungslager. Am 15. Januar 1944 wurden die noch verbliebenen 186 Internierten in ein Lager bei Poitiers an der Straße nach Limoges verbracht. Dieses Lager an der Nationalstraße 147 von Limoges in einem nahe Poitiers gelegenen Weiler namens Le-Fief-du-Pied-de-Marc, ist als Camp de la Route de Limoges bekannt und beherbergte von Ende 1939 bis August 1944 zwischen 2500 und 2900 Internierte.
Die noch vorhandenen Gebäude von La Lande wurden 1970 abgerissen. Auf dem Gelände entstand ein neues Stadtviertel und ein Sportplatz. wurden dort gebaut. Eine erste Gedenktafel an das Lager wurde 1988 angebracht, der 1995 eine weitere hinzugefügt wurde. Deren Inschriften lauten:
| Text der Gedenktafel von 1988 | |
| Des Centaines d'hommes De Femmes et d'Enfants Furent Internés ici dans Le Camp de La Lande. Parmi ces nombreuses Victimes D'Origines et d'opinions diverses 490 Juifs furent déportés et Exterminés par le Régime Nazi. N'oublions jamais. | Hunderte von Männern Frauen und Kinder Wurden hier interniert im Camp de La Lande. Unter diesen vielen Opfern unterschiedlicher Herkunft und Gesinnung wurden 490 Juden deportiert und vom Nazi-Regime vernichtet. Wir dürfen nie vergessen. |
| | |
| Text der 2. Gedenktafel | |
| En Mémoire des Victimes De la Haine Raciale et Politique Internées en ce lieu de 1940 a 1944 Souvenons Nous | Im Gedenken an die Opfer Des rassistischen und politischen Hasses Interniert an diesem Ort von 1940 a 1944 Erinnern wir uns |

Die Stadt Monts erinnert auf ihrer Webseite zudem an drei Menschen, die durch ihre Zivilcourage das Leben von Internierten retteten:
- An einen Lehrer aus Monts, der eine jüdische Familie rettete, indem er ihnen Essenskarten mit einem falschen Namen beschaffte.
- An Frau Henriette Beaudiot, die ein Kind aufnahm und ihm dadurch sein Leben rettete. Dessen Eltern wurden in Auschwitz vernichtet.
- An Herrn und Frau Liaume, die einen Mann in ihrem Heuwagen versteckten und in die Befreite Zone brachten.[4]

### Bevölkerungsentwicklung
| Jahr                       | 1962 | 1968 | 1975 | 1982 | 1990 | 1999 | 2009 | 2018 | 2021 |
| Einwohner                  | 2053 | 3506 | 4480 | 5421 | 6221 | 6514 | 6895 | 7835 | 7914 |
| Quellen: Cassini und INSEE |      |      |      |      |      |      |      |      |      |

## Sehenswürdigkeiten

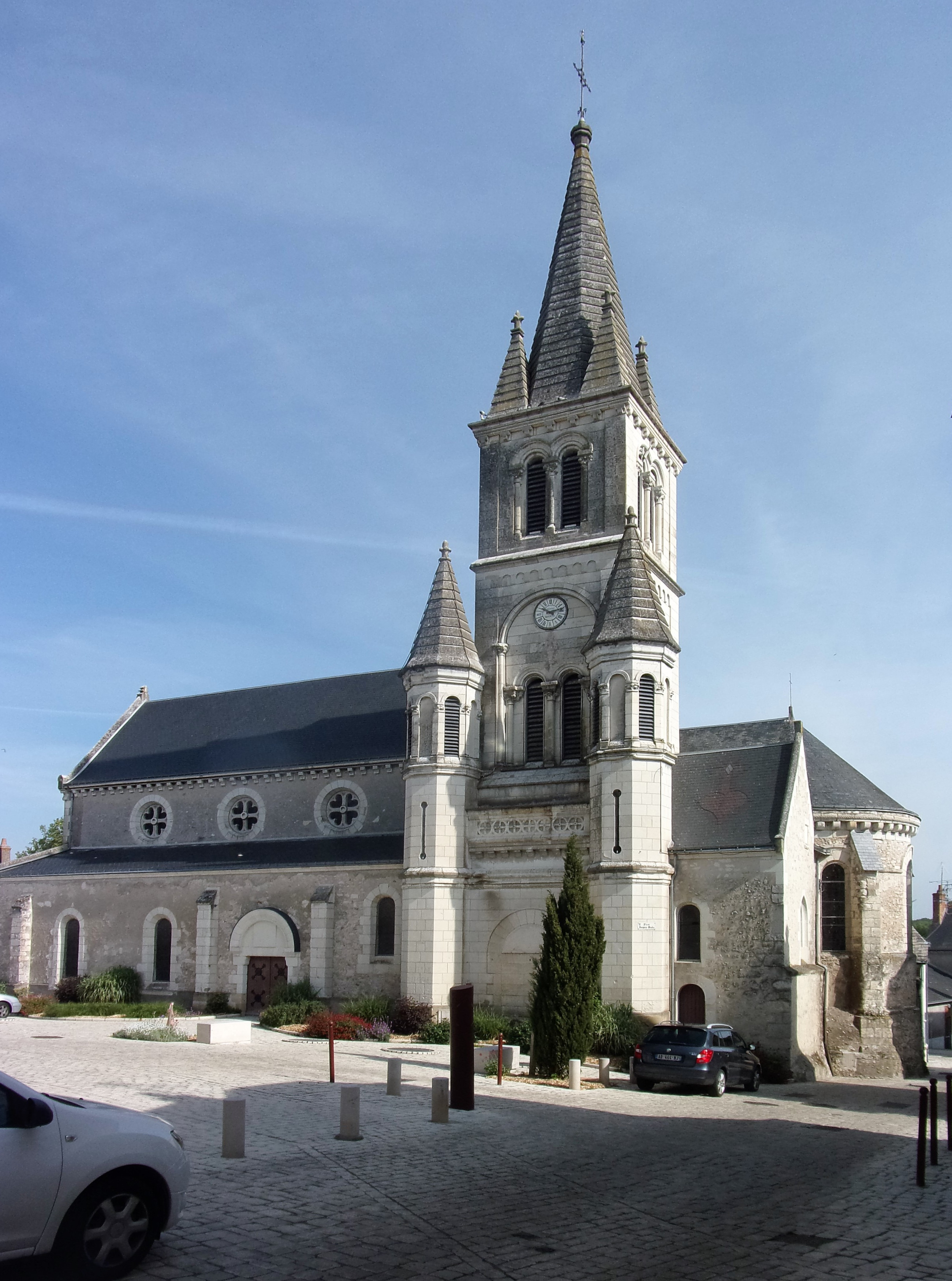
Kirche Saint-Pierre

- Château de Candé, Herrenhaus, zu Beginn des 16. Jahrhunderts errichtet
- Château de La Roche
- Château Le Breuil
- Kirche Saint-Pierre
- Eisenbahnbrücke über die Indre, 1845–1848 errichtet
- Mühlen an der Indre

## Gemeindepartnerschaft
- Zeiskam, Rheinland-Pfalz, Deutschland, seit 2008

## Persönlichkeiten
- George Messier (1896–1933), Chemiker und Ingenieur, entwickelte die Stoßdämpfer
- Marie-Hélène Descamps (1938–2020), Politikerin